# Otepää (ancienne commune)
Pour les articles homonymes, voir Otepää (homonymie).

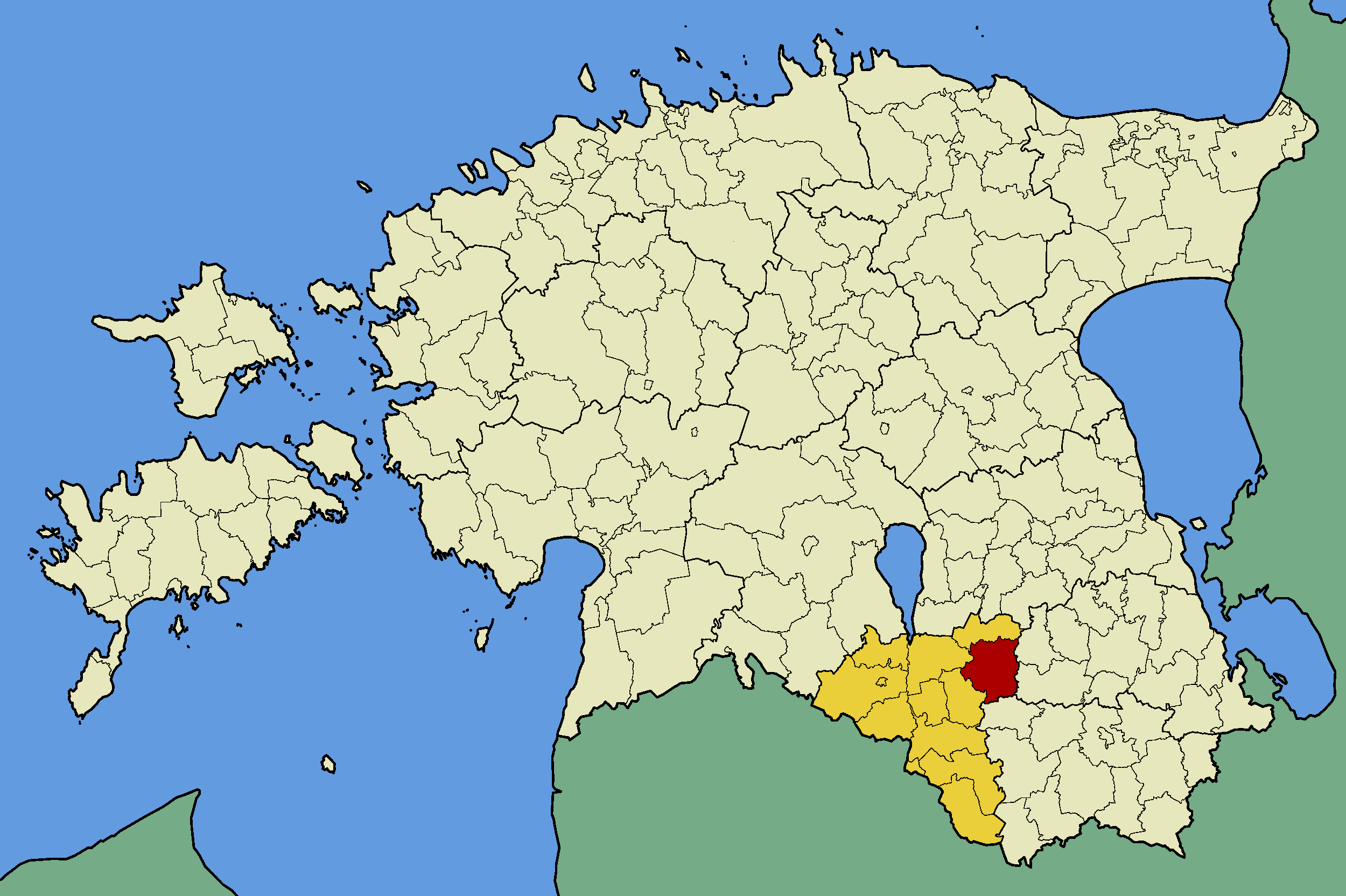
Localisation de l'ancienne commune d'Otepää (rouge), dans le comté de Valga (jaune).

Otepää (en estonien : Otepää vald) est une ancienne commune rurale située dans le comté de Valga en Estonie. Son chef-lieu était la ville d'Otepää.

## Géographie
Elle s'étendait sur une superficie de 217,4 km2 dans le nord-est du comté.
Elle comprenait la ville d'Otepää, ainsi que les villages d'Arula, Ilmjärve, 
Kääriku, Kassiratta, Kastolatsi, Kaurutootsi, Koigu, Mägestiku, Mäha, Märdi, Nüpli, Otepää, Pedajamäe, Pilkuse, Pühajärve, Raudsepa, Sihva, Tõutsi, Truuta, Vana-Otepää et Vidrike.

## Histoire
Elle est créée en 1999 par la fusion entre la ville homonyme et la commune de Pühajärve.
Lors de la réorganisation administrative d'octobre 2017, elle fusionne avec Sangaste et une partie de Palupera et de Puka pour former la nouvelle commune d'Otepää.

## Démographie
La population s'élevait à 4 329 habitants en 2004 et à 3 900 habitants en 2012.